# Dorycnium rectum
Espèce
Synonymes
- Bonjeanea recta (L.) Rchb.[3]
- Bonjeania recta (L.) Rchb.[3]
- Dorycnium erectum (L.) Ser.[3]
- Lotus rectus L. (préféré par GRIN)[4]
- Lotus rectus L.[3]

Dorycnium rectum, la Dorycnie dressée, est une espèce de plantes à fleurs de la famille des Fabacées. C'est une plante herbacée méditerranéenne.